# Социальное пособие на погребение в России
Социальное пособие на погребение в России (Федеральное пособие на погребение) — это пособие, выплачиваемое для компенсации расходов по погребению умерших лицам, взявшим на себя обязанность осуществить погребение. Размер этого пособия равен стоимости услуг по погребению, предоставляемых на безвозмездной основе, согласно гарантированному перечню, определенному Федеральным законом «О погребении и похоронном деле», но не превышает десять минимальных размеров оплаты труда. Социальное пособие на погребение выплачивается, если обращение за ним последовало не позднее шести месяцев со дня смерти.

## Условия выплаты
В случае, если погребение осуществлялось за счет средств супруга, близких родственников, иных родственников, законного представителя умершего или иного лица, взявшего на себя обязанность осуществить погребение умершего, им выплачивается социальное пособие на погребение в размере, равном стоимости услуг, предоставляемых согласно гарантированному перечню услуг по погребению, но не превышающем 4000 рублей, с последующей индексацией исходя из прогнозируемого уровня инфляции, установленного федеральным законом о федеральном бюджете на очередной финансовый год и плановый период, в сроки, определяемые Правительством Российской Федерации.

## Органы, осуществляющие выплату
1. органом, в котором умерший получал пенсию;
2. организацией (иным работодателем), которая являлась страхователем по обязательному социальному страхованию на случай временной нетрудоспособности и в связи с материнством по отношению к умершему на день смерти либо по отношению к одному из родителей (иному законному представителю) или иному члену семьи умершего несовершеннолетнего на день смерти этого несовершеннолетнего;
3. органом социальной защиты населения по месту жительства в случаях, если умерший не подлежал обязательному социальному страхованию на случай временной нетрудоспособности и в связи с материнством на день смерти и не являлся пенсионером, а также в случае рождения мертвого ребенка по истечении 154 дней беременности;
4. территориальным органом Фонда социального страхования Российской Федерации, в котором был зарегистрирован в качестве страхователя умерший на день смерти либо зарегистрирован в качестве страхователя один из родителей (иной законный представитель) или иной член семьи умершего несовершеннолетнего на день смерти этого несовершеннолетнего.

## Финансирование социального пособия на погребение
Выплата социального пособия на погребение производится за счет средств:
1. Пенсионного фонда РФ;
2. Фонда социального страхования РФ;
3. Бюджетов субъектов РФ.
4. Из федерального бюджета возмещаются ПФР расходы, связанные с выплатой социального пособия на погребение умерших неработавших пенсионеров, досрочно оформивших пенсию по предложению органов службы занятости.

Стоимость услуг, предоставляемых согласно гарантированному перечню услуг по погребению, возмещается специализированной службе по вопросам похоронного дела в десятидневный срок за счет средств:
- ПФР — на погребение умерших пенсионеров, не работавших на день смерти;
- федерального бюджета — на погребение умерших неработавших пенсионеров, досрочно оформивших пенсию по предложению органов службы занятости;
- Фонда социального страхования РФ — на погребение умерших работавших граждан и умерших несовершеннолетних членов семей работающих граждан;
- бюджетов субъектов РФ — в случаях, если умерший не работал и не являлся пенсионером, а также в случае рождения мертвого ребенка по истечении 154 дней беременности.

## Документы для получения пособия
Перечень необходимых документов:
- документ, удостоверяющий личность получателя
- заявление на выплату социального пособия на погребение
- справка о смерти пенсионера, выдаваемая органами ЗАГСа
- документ, подтверждающий факт отсутствия работы пенсионера на день смерти (выписка из трудовой книжки умершего или справка из службы занятости)Пенсионный Фонд Российской Федерации

## Индексация социального пособия на погребение
Индексация предельного размера стоимости услуг, предоставляемых согласно гарантированному перечню услуг по погребению, подлежащей возмещению специализированной службе по вопросам похоронного дела, а также предельного размера социального пособия на погребение осуществляется ежегодно, с 1 февраля, начиная с 2018 года исходя из индекса роста потребительских цен за предыдущий год. Коэффициент индексации определяется Правительством Российской Федерации.

### Таблица индексации социального пособия на погребение
| Период                                                       | Размер пособия без учёта районного коэффициента |
| ------------------------------------------------------------ | ----------------------------------------------- |
| На погребение признанных умершими с 01.02.2010 до 01.02.2011 | 4000 р. 00 к., с последующей индексацией        |
| На погребение признанных умершими с 01.02.2011 до 01.02.2012 | 4260 р. 00 к.                                   |
| На погребение признанных умершими с 01.02.2012 до 01.02.2013 | 4515 р. 60 к.                                   |
| На погребение признанных умершими с 01.02.2013 до 01.02.2014 | 4763 р. 96 к.                                   |
| На погребение признанных умершими с 01.02.2014 до 01.02.2015 | 5002 р. 16 к.                                   |
| На погребение признанных умершими с 01.02.2015 до 01.02.2016 | индексация 1,055 размер 5277 р. 28 к.           |
| На погребение признанных умершими с 01.02.2016 до 01.02.2017 | не индексировалось размер 5277 р. 28 к.         |
| На погребение признанных умершими с 01.02.2017 до 01.02.2018 | индексация 1,054 размер 5562 р. 25 к.           |
| На погребение признанных умершими с 01.02.2018 до 01.02.2019 | индексация 1,025 размер 5701 р. 31 к.           |
| На погребение признанных умершими с 01.02.2019 до 01.02.2020 | индексация 1,043 размер 5946 р. 47 к.           |
| На погребение признанных умершими с 01.02.2020 до 01.02.2021 | индексация 1,030 размер 6124 р. 86 к.           |
| На погребение признанных умершими с 01.02.2021 до 01.02.2022 | индексация 1,049 размер 6424 р. 98 к.           |
| На погребение признанных умершими с 01.02.2022 до 01.02.2023 | индексация 1,084 размер 6964 р. 68 к.           |
| На погребение признанных умершими с 01.02.2023 до 01.02.2024 | индексация 1,119 размер 7793 р. 48 к.           |
| На погребение признанных умершими с 01.02.2024 до 01.02.2025 | индексация 1,074 размер 8370 р. 20 к.,          |
| На погребение признанных умершими с 01.02.2025 до 01.02.2026 | индексация 1,095 размер 9165 р. 37 к.           |

В районах и местностях, где установлен районный коэффициент к заработной плате, этот предел определяется с применением районного коэффициента.
Например, при районном коэффициенте 1,2 размер пособия на погребение умерших с 01.02.2025 до 01.02.2026, рассчитывается по формуле: 9165,37 × 1,2 ≈ 10998,44 ₽.